# Pani Poni Dash!
«Pani Poni Dash!» (яп. ぱにぽにだっしゅ! пани пони дассю!) — комедийный аниме-сериал режиссёра Акиюки Симбо на основе манги Pani Poni Хэкиру Хикавы, созданный студиями GANSIS и Shaft при спонсорской поддержке компании Square Enix в 2005 году.

## Сюжет
Сериал «Pani Poni Dash!» относится к комедийным пародиям, поэтому чёткой сюжетной линии в обычном понимании у него нет. События крутятся вокруг малолетней учительницы (тибико-сэнсэй) Бекки, ввереного ей класса, точнее отдельных его представителей, ну и остальной школы. Кроме этого постоянно присутствуют сюжетные линии: Пришельцев из далёкого космоса, которым было поручено наблюдать за Бекки, и чей звездолёт постоянно крутится на околоземной орбите, Бога (Ками-сама) имеющего вид немного ненормального кота, и кролика Мэсоусы, который переживает кризис личности.

## Персонажи

### 1-С класс
Ребекка Миямото (яп. レベッカ 宮本) — девочка-вундеркинд, несмотря на то, что ей всего лишь одиннадцать лет, она уже закончила Массачусетский технологический институт и работает учителем в школе. Как предположил её старый преподаватель из университета, причиной, по которой Бекки стала учителем, скорее всего являлось желание уничтожить образовательную систему Японии изнутри. Хотя она и остаётся прежде всего милым ребёнком, характер у Бекки ужасный, и как у каждого злого гения, в её голове постоянно крутятся коварные и изощрённые планы. Классный руководитель класса «С».
Сэйю: Тива Сайто
Химэко Катагири (яп. 片桐 姫子) — ученица класса «С». Всегда полна энергии, которая растрачивается абсолютно впустую, так как отсутствие мозга в её голове не является секретом для всей школы. Визитной карточкой Химеко являются слова-паразиты и вихор на голове в виде антенны, который чутко реагирует на невероятные фантазии, порой возникающие в её голове, и на степень влажности окружающего воздуха. Химеко любит приставать к Бекки, поскольку считает её милашкой. Помешана на крабах, хотя никогда их не ела.
Сэйю: Фумико Орикаса
Рэй Татибана (яп. 橘 玲) — неформальный лидер класса «С», она самая высокая, у неё самая лучшая успеваемость в классе, носит очки, обладает хорошей фигурой, мрачно иронична, увлекается мистикой и ужастиками. Любит подтрунивать над Мияко, называя её «книжным червём» и устраивать розыгрыши над подругами, в том числе и над Бекки, хотя та и является их классным руководителем. Подрабатывает в китайском ресторане.
Сэйю: Сацуки Юкино

Итидзё

Итидзё (яп. 一条) — таинственная староста класса «С». Несмотря на то, что Итидзё не выбивается из коллектива и участвует во всех творимых безобразиях наравне с остальными, никто точно не знает, что происходит у неё в голове. Её действия можно назвать сюрреалистичными, нелогичными и нарушающими законы физики, но остальная часть класса этому не удивляется. У Итидзё непроницаемые глаза, говорит она мало, и обычно не совсем в тему, из-за чего Бекки постоянно старается её заткнуть. Итидзё часто выступает одновременно и в роли магнита для бедствий, и в роли палочки-выручалочки, впутывая подруг в различные неприятности и чудесным образом вытаскивая из них. У неё есть маленькая сестрёнка, также довольно странная.
Сэйю: Ай Нонака
Мияко Уэхара (яп. 上原 都) — обладает прозвищем «Зубрила», вечно изводя своих подруг нотациями о необходимости хорошо учиться и поступить в хороший колледж, несмотря на это её успеваемость держится на среднем уровне.
Сэйю: Юи Хориэ
Куруми Момосэ (яп. 桃瀬 くるみ) — ученица класса «С», постоянно страдающая из-за того, что является второстепенным персонажем без углублённой сценарной проработки. Иногда из-за этих переживаний Куруми уединяется в крольчатнике, часто вместе с Мэсоусой, предаваясь мысленному самоуничижению. Имеет оценки выше среднего во всех сферах. У Куруми есть брат Сю, который ненамного старше её и учится в той же школе в классе «А».
Сэйю: Кана Уэда
Саяка Судзуки (яп. 鈴木 さやか) — тихая девочка, носящая бантики, послушно выполняющая все просьбы своих подруг, которые иногда этим злоупотребляют, например Химэко даже просит Саяко разгадывать вместо неё кроссворды. Получила от классного руководителя класса «А» прозвище Рокуго (яп. 6号), потому что она шестая, кто носит имя «Судзуки» в школе. Она любит присваивать всем воображаемые премии, например «Экстрасенс года», «Повар года», «Китаец года» и т. п. Предметом искреннего восхищения и подражания для Рокуго является Игараси-сэнсэй, что в немалой степени озадачивает её одноклассниц из класса «С».
Сэйю: Каё Сакато

### 1-А класс
Миюки Игараси (яп. 五十嵐 美由紀) — классный руководитель класса «А», по характеру напоминает Юкари-сэнсэй из «Azumanga Daioh». Почти всегда находится в состоянии похмелья, поэтому в классе либо мечтает стать облаком, либо ничего не делает. Никогда специально не наряжается, не пользуется косметикой, и, как правило, источает сильный запах перегара, по этим причинам до сих пор не замужем. Водит кабриолет. Часто на пустых местах в её классе размещены огородные пугала, а остальное пространство заполнено травостоем.
Сэйю: Саяка Охара
Сю Момосэ (яп. 桃瀬 修) — старший брат Куруми Момосэ из 1-С. Слабохарактерный, однако хорошо готовит (в одной из серий делал бенто для Бекки). Часто помогает пьяной Игараси-сэнсэй.
Сэйю: Такахиро Сакураи
Юма и Юна Касиваги (яп. 柏木 優麻 и 柏木 優奈) — близняшки, члены драмкружка, увлекаются модой и косплеем. Юма играет роль лидера, Юна более тихая и послушная. Иногда пользуются своим сходством, но постоянно поправляют тех кто путает их имена.
Сэйю: Сава Исигэ

### 1-В класс
Саотомэ (яп. 早乙女) — учитель физкультуры, классный руководитель класса «В». Постоянно одет в зелёную спортивную форму.
Сэйю: Эйдзи Ханава
Судзунэ Сиратори (яп. 白鳥 鈴音) — внешне являясь легкомысленной и нежной блондинкой, эта девочка из класса «B», обладает недюжинной физической силой и ростом. Одним из своих фирменных ударов Сиратори с лёгкостью может свалить слона, не переставая при этом мило улыбаться.
Сэйю: Рё Хирохаси
Отомэ Акияма (яп. 秋山 乙女) — подруга Сиратори, обладающая низким ростом, за что подвергается издёвкам со стороны Судзунэ. Спортивная. В разговоре использует панибратский стиль речи.
Хибики Ватануки (яп. 綿貫 響) — возглавляет Клуб Разведчиков, коллекционирует данные об учащихся и персонале школы и проводит репортажи.
Дзула (яп. ズーラ) — студентка по обмену из-за океана. Часто принимается за мужчину из-за её мужского голоса и мужского лица.

### 1-D класс
Дедуля (яп. ジジイ Дзидзии) — старик-учитель, настоящее имя которого никому не известно, поэтому все называют его Дзидзии (Дедуля). Постоянно спит на уроках, давно впал в глубокий маразм, но достаточно активен для своих лет, в частности, отличается бешеным стилем вождения. Иногда перевоплощается в старого самурая. Классный руководитель класса «D». Умеет показывать фокусы.
Сэйю: Хироси Отакэ
Мисао Нандзё (яп. 南条 操) — имеет аристократические повадки, всегда элегантно одевается (даже в школьном походе). Любимое увлечение Мисао — животные, количество её любимцев огромно, она в них души не чает, несмотря на то, что многие из них представляют собой нешуточную опасность для людей. Иногда заигрывает с Цуруги Инугами.
Сэйю: Хитоми Набатамэ
Аканэ Сэридзава (яп. 芹沢 茜) — фанатка косплея и глава драмкружка, обладающая поистине безграничными возможностями по части перевоплощения. Очень редко появляется в своём настоящем виде простой ученицы класса «D», поскольку обычно предстаёт перед поражённой публикой в виде роботов из НАСА, морских чудовищ, инопланетян и тому подобных существ. Единственным человеком способным моментально опознать Сэридзаву в каком бы виде она ни была, является Рэй Татибана.
Сэйю: Миюки Савасиро
Акира Мията (яп. 宮田 晶) — неуклюжая девочка из класса «D». Известна всем именно благодаря своей уникальной неуклюжести: спотыкается на ровном месте, роняет и разбивает предметы которые держит, садится мимо стула. Член Клуба Разведчиков, агент 002.
Сэйю: Рёко Синтани
Бэхойми (яп. ベホイミ) — ученица класса «D». Является так называемой «девочкой-волшебницей любви и справедливости» (ай то сэйги но махо сёдзё), и, согласно канонам жанра махо сёдзё, может совершать трансформацию (хэнсин), и использовать свои магические способности. Существует в двух ипостасях жуткой, угрюмой школьницы в очках и красавицы (без очков) в нарядной школьной форме и шапочке.
Сэйю: Маи Кадоваки
Медия (яп. メディア) — ученица класса «D», впервые появившаяся в девятой серии. Она обладает сверхчеловеческой силой и всегда жизнерадостна. У неё и у Бэхойми есть прошлое, которое они смутно намекают, но не объясняют полностью.
Сэйю: Мию Мацуки

### Другие персонажи
Бог-кот (яп. ネコ神様) — эпизодический персонаж, появляющийся в некоторых сценах. Выглядит как антропоморфный кот. Его манера речи характерна тем, что в конце каждого предложения он добавляет постфикс «-ня» (напр.: «Watashi wa kami desu -nya»"Я бог-ня"). Каждую серию меняет цвет шерсти. Его роль в сериале неоднозначна. С одной стороны, он является одним из многих психоделических элементов, не связанных напрямую с сюжетом. С другой стороны это одна из движущих сил в раскрытии характера кролика Мэсоусы. Так в начальных сериях Бог-кот обитает преимущественно в автоматах по продаже прохладительных напитков, намеренно нагревая их до температуры тела, чем повергает Мэсоусу в отчаяние. В общих чертах значение образа Бога-кота можно охарактеризовать, как проявление злого рока в повседневной жизни.
Сэйю: Хироси Камия
Мэсоуса (яп. メソウサ) — или Кролик-сан кролик Бекки, постоянно страдающий от своей очевидной бесполезности. Обычно играет роль «мальчика для битья» и «козла отпущения», иногда используется персонажами в качестве своей временной замены («Куруми № 2», «Сиратори № 2»), однако он совершенно непригоден даже для этого. Староста класса «С», Итидзё — единственный человек пытающийся проявить сочувствие к несчастному Мэсоусе, однако из-за её неадекватности, такие попытки как правило плохо заканчиваются.
Сэйю: Ванилла Ямадзаки
Инопланетяне (яп. 宇宙人) — наблюдают за Бекки с орбиты Земли. Часто вмешиваются в сюжет, несмотря на то, что придерживаются принципа невмешательства. Их корабль выглядит как перевёрнутый корабль Musai из Mobile Suit Gundam (который, в свою очередь напоминает перевёрнутый корабль USS Enterprise (NCC-1701-E)) и сами инопланетяне иногда превращаются в персонажей Star Trek.

## Список серии
| 01 | Хлопковая подкладка для лета, а не для зимы. «Kan ni Katabira, Doyō ni Nunoko» (寒に帷子 土用に布子)                                   | 3 июля 2005 года      |
| Классный руководитель 1-С сбежал в неизвестном направлении, однако ему быстро нашли замену - одиннадцатилетнюю девочку-гения Ребекку Миямото. | |                       |
| 02 | Сафлор может цвести в саду, но ему негде спрятаться. «Kurenai wa Sonō ni Haete mo Kakure-nashi» (紅は園生に映えても隠れなし)           | 10 июля 2005 года     |
| Бекки имеет проблемы с запоминанием имён её учеников, поэтому поначалу даёт им всем клички. Куруми впадает в депрессию, после того, как Бекки называет её «заурядной».                                                                                       | |                       |
| 03 | Те, кто хотят пострадать, пострадают наверняка. «Yamu Mi Yori Miru Me» (病む身より見る目)                                              | 17 июля 2005 года     |
| Раздражённая гиперактивностью Химэко, Бекки отрывает её вихор, в результате чего Катагири теряет всю свою энергию. Вихор затем телепортируется к инопланетянам, которые его теряют. Бекки начинает искать замену.                                            | |                       |
| 04 | Чтобы похвалить чистое небо, надо подождать до заката. «Seiten o Homeru ni wa Nichibotsu o Mate» (晴天をほめるには日没を待て)          | 24 июля 2005 года     |
| Бекки неожиданно объявляет, что на следующий день будет тест для учащихся 1-С, а они, в свою очередь, не знают, где к нему готовиться. В итоге, все решают пойти в сауну.                                                                                    | |                       |
| 05 | Всё, что может быть полезным, станет твоим сокровищем. «Yō ni Kanae ba Takara nari» (用に叶えば宝なり)                                 | 31 июля 2005 года     |
| Все классы выезжают на природу в лагерь. Куруми, составлявшая списки команд, состоящих из четырёх человек, забывает записать себя и остаётся без команды, из-за чего расстраивается. Бекки пытается приободрить её.                                          | |                       |
| 06 | Не буди лихо, пока оно тихо. «Yabu o Tsutsuite Hebi o Dasu» (藪をつついて蛇を出す)                                                     | 7 августа 2005 года   |
| Бекки получает разрешение от директора школы иметь собственную исследовательскую лабораторию, однако найти помещение для неё оказывается достаточно проблематично. После того, как всё закончилось, ученики начинают приходить к Бекки со своими проблемами. | |                       |
| 07 | Хороший... Плохой... Решает человек, а не то, как карта ляжет. «Kikkyō wa Hito ni Yori te Hi ni Yorazu» (吉凶は人によりて日によらず)   | 14 августа 2005 года  |
| 1-С класс должен чистить школьный бассейн, из-за того, что Бекки проиграла в камень-ножницы-бумагу. В школе появляется младшая сестра Итидзё, что вызывает некоторые неприятности.                                                                           | |                       |
| 08 | Что русскому хорошо, то японцу смерть. «Kuma ni Sanshō, Koi ni Koshō» (熊に山椒 鯉に胡椒)                                              | 21 августа 2005 года  |
| Бэхойми, самопровозглашённая девочка-волшебница из 1-D класса, начинает сомневаться в своей ценности по сравнению с другими учениками. Бекки пытается приободрить её, но безуспешно.                                                                         | |                       |
| 09 | Восьмилетний мудрец против столетнего маразматика. «Hassai no Okina, Hyaku-sai no Warabe» (八歳の翁 百歳の童)                          | 28 августа 2005 года  |
| Бекки приглашают на тропический остров принять участие в археологической экспедиции. Когда она прибывает, оказывается, что все её ученицы уже там. | |                       |
| 10 | Даже у святых есть привычки. «Meiba ni Kuse ari» (名馬に癖あり)                                                                        | 4 сентября 2005 года  |
| Летние каникулы прошли, и ученики должны представить домашнее задание - проект, созданный во время отдыха. Тем временем, Бэйхоми и Медия пытаются обезвредить установленные по всей школе бомбы.                                                             | |                       |
| 11 | Жизнь, полная неожиданных виражей. «Ningen Banji, Saiō ga Uma» (人間万事 塞翁が馬)                                                     | 11 сентября 2005 года |
| Ученицы из класса 1-C замечают Рокуго вместе с кем-то в зеленом кабриолете и пытаются выяснить, что это был за человек. | |                       |
| 12 | Нет уроков без учеников, но и много учеников, не усвоивших урок. «Hito ni Kōge Nashi, Kokoro ni Kōge Ari» (人に高下なし、心に高下あり) | 18 сентября 2005 года |
| Инопланетяне получили устройство, позволяющее читать чужие мысли, и пытаются узнать, о чём думает Бекки, но промахиваются и попадают в Химэко. Из-за перегрева устройства весь 1-C класс попадает в её сон.                                                  | |                       |
| 13 | Награда за преступление - остриё иглы. «Aku no Mukui wa Hari no Saki» (悪の報いは針の尖)                                               | 25 сентября 2005 года |
| Банчо-лига приходит к Бекки, чтобы сразиться с ней. Миямото-сэнсэю ничего не остаётся, как вместе со своим классом защищаться. | |                       |
| 14 | Возьми в руки камень и шагни в пропасть. «Ishi o Daite Fuchi ni Hairu» (石を抱いて淵に入る)                                            | 2 октября 2005 года   |
| Из-за неудачного стечения обстоятельств Бекки остаётся без обеда. Ей ничего не остаётся, как попытаться всё сделать самой. | |                       |
| 15 | Непоколебимое упорство. «Kennin Fubatsu» (堅忍不抜)                                                                                    | 9 октября 2005 года   |
| Во время школьной экскурсии автобус класса 1-C оказывается зависшим на краю скалы. | |                       |
| 16 | Вместо того, чтобы стать слабее, лучше не становиться сильнее. «Hisoka naru Yori Akiraka naru wa Nashi» (微かなるより顕かなるはなし)   | 16 октября 2005 года  |
| Ученики класса 1-C замечают, что Итидзё странно (вернее, более странно, чем обычно) себя ведёт и устраивают за ней слежку, чтобы установить причину. | |                       |
| 17 | Слепое правосудие. «Tendō wa Shin Nashi» (天道は親なし)                                                                                | 23 октября 2005 года  |
| Пришло время школьного фестиваля, и ученицы 1-C класса решают устроить кафе. Бекки решает прогуляться по академии, чтобы посмотреть на самодеятельность других классов.                                                                                      | |                       |
| 18 | Ждущий чуда да узрит его. «Kahō wa Nete Mate» (果報は寝て待て)                                                                         | 30 октября 2005 года  |
| Начинающая богиня неудачи прицепляет бомбу замедленного действия ко лбу Мэсоусы. Бекки, Медия и Бэхойми тренируются на Аканэ в обезвреживании бомб. | |                       |
| 19 | Искусство причиняет страдание телу. «Gei ga Mi no Ada» (芸が身の仇)                                                                    | 6 ноября 2005 года    |
| Неизвестный вирус под названием "Peach Moon Virus" поражает учениц класса 1-C, а позже и Дедулю. Бекки вместе с классом 1-D пытается найти лекарство. | |                       |
| 20 | Мудрец тот, кто знает, когда придёт беда. «Kunshi Ayauki ni Chikayorazu» (君子危うきに近よらず)                                        | 13 ноября 2005 года   |
| Гриб, появившийся на голове у Химэко в прошлой серии, оказался инопланетянином, желающим захватить Землю. | |                       |
| 21 | Демон в чужом костюме. «Oni ni Koromo» (鬼に衣)                                                                                        | 20 ноября 2005 года   |
| В академию прибывает родительский комитет с проверкой. Так как Бекки отсутствует, Сэридзаве приходится сыграть её роль. | |                       |
| 22 | День великой славы цветов Кинка. «Kinka Ichijitsu no Ei» (槿花一日の栄)                                                                | 27 ноября 2005 года   |
| В академию приходит съёмочная группа, делающая репортажи о жизни классов для телевизионной передачи. Бекки не хочет участвовать, а её ученицы пытаются выяснить причины плохого настроения Миямото-сэнсэя.                                                   | |                       |
| 23 | Неудача одна не приходит. «Yowarime ni Tatarime» (弱り目に祟り目)                                                                      | 4 декабря 2005 года   |
| Приближается конец года, холодает. С учениками начинают случаться всякие неприятности. К тому же к Земле приближается огромная комета. | |                       |
| 24 | Труп, который никто не подберёт. «Shi shite Shikabane Hirou Mono Nashi» (死して屍拾う者なし)                                           | 11 декабря 2005 года  |
| Действие переносится в период Эдо. Бэкиемон Миямото (Бекки в далёком прошлом) вводит налог на слёзы, что, естественно, вызывает протесты среди населения. | |                       |
| 25 | Точка конгруэнтности. «Kikyū Sonbō no Toki» (危急存亡の秋)                                                                             | 18 декабря 2005 года  |
| Класс 1-C отправляется в космос, чтобы остановить приближающуюся комету, которая оказывается Коробкой Итидзё из 17 серии. | |                       |
| 26 | Будущее неизвестно «Issun Saki wa Yami» (一寸先は闇)                                                                                   | 25 декабря 2005 года  |
| Хотя на дворе декабрь, погода необыкновенно жаркая. Директор отменяет занятия, а рядом с академией как раз вовремя появляется аквапарк. | |                       |